# Mirimordella
Mirimordella is een geslacht van kevers uit de familie spartelkevers (Mordellidae).
Het geslacht is voor het eerst wetenschappelijk beschreven in 2007 door Liu, Lu & Ren.

## Soorten
Het geslacht omvat de volgende soort:
- Mirimordella gracilicruralis Liu, Lu & Ren, 2007